# Курган (телерадиокомпания)
Государственная телевизионная и радиовещательная компания «Курган» — филиал «Всероссийская государственная телевизионная и радиовещательная компания» в Курганской области.

## История
В 1946 году был создан Комитет радиофикации Курганского облисполкома, несколько раз переподчинявшийся и переименовывавшийся, с 1960 года ведёт собственные телепередачи, в начале 1990-х он был упразднён, на его базе была создана Курганская государственная телерадиокомпания, с 1991 ведёт передачи по II программе, с 1992 года по отдельной программе (на 12 канале), в 1998 году получает статус федерального государственного унитарного предприятия, 28 декабря 2006 года оно было ликвидировано, а на его базе был создан филиал ФГУП «Всероссийская государственная телевизионная и радиовещательная компания» «Государственная телевизионная и радиовещательная компания «Курган», вещание по отдельной программе было прекращено. С 20 декабря 2017 года началось вещание в цифровом формате. 3 апреля 2019 года ГТРК «Курган» вышла из нового аппаратно — студийного блока. 15 апреля 2019 года аналоговое вещание ГТРК «Курган» было прекращено.

## Теле- и радиоканалы
- Радиоканал Радио России Курган
- Телеканал Россия-1 Курган
- ТВ Центр + Россия-24. Вещание с 2000 года.